# Yuval Dayan
Pour les articles homonymes, voir Dayana Yastremska.
Yuval Dayan (יובל דיין), née le 28 décembre 1994 à Ashdod, est une auteure-compositrice-interprète israélienne. 

## Carrière musicale

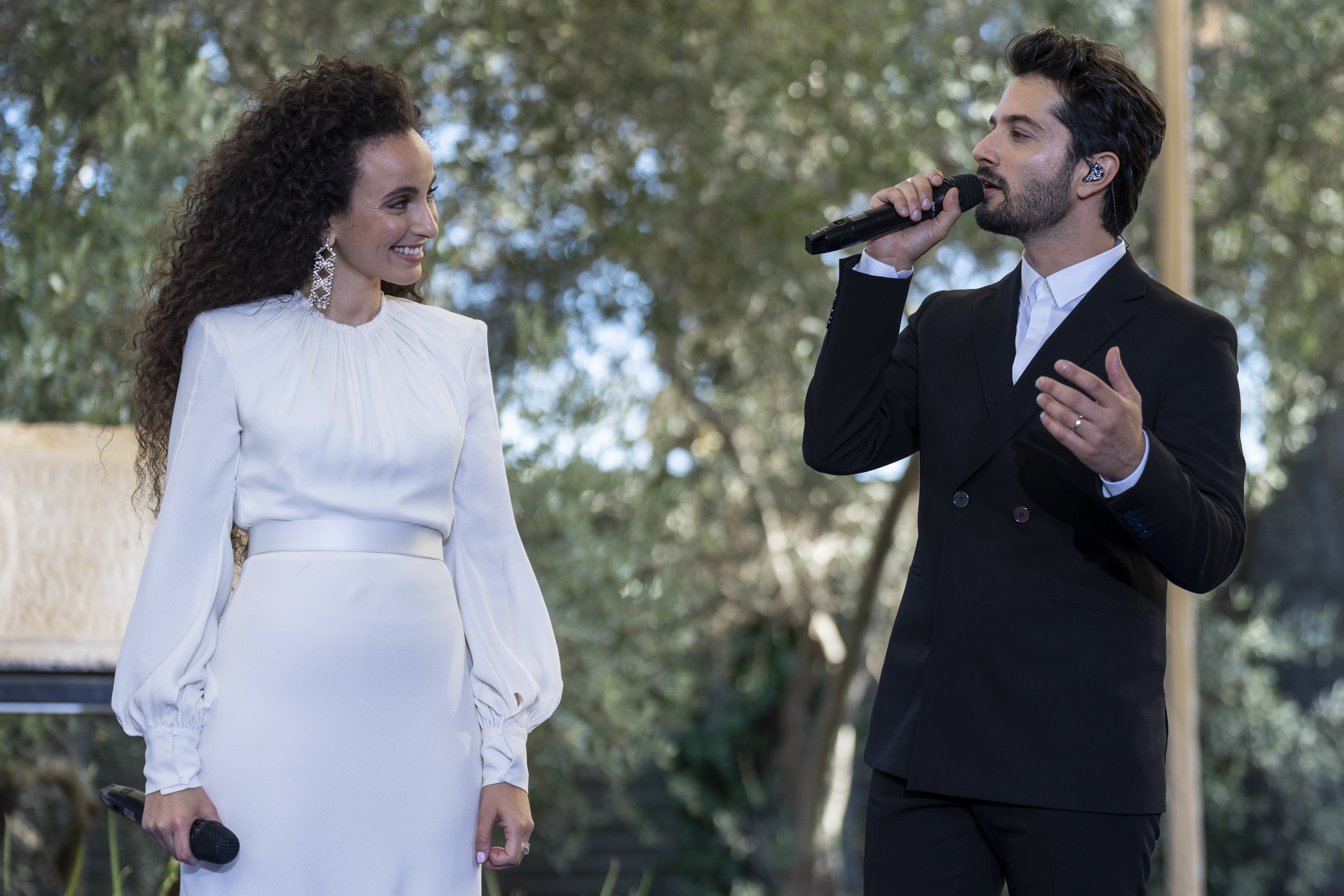
Yuval Dayan (à gauche) et Ran Danker (à droite) chantant devant Joe Biden et Isaac Herzog le 14 juillet 2022.

La carrière musicale de Yuval Dayan commence en 2012 lors de la première saison du programme musical The Voice Israel, en interprétant un titre du Idan Raichel's Project : She'eriot Shel Ha'chaim. Les quatre coachs du programme s'étant retournés, elle choisit Shlomi Shabat pour l'accompagner. Yuval Dayan rencontra alors un certain succès en Israël, la vidéo de son audition récoltant plus de 4 millions de vues sur Youtube. Elle est alors perçue comme une des favorites pour la victoire finale, mais lors des demi-finales, elle surprend par l'annonce de son retrait de la compétition.
Entre février 2013 et janvier 2014, Yuval Dayan sort 5 singles en prévision de son premier album. Fruits de collaborations avec plusieurs musiciens israéliens comme Idan Rafael Haviv, Dudu Tassa ou Amir Dadon, ils obtiennent des places de premier plan dans les classements musicaux de Galgalatz et Media Forest. En 2013, Yuval Dayan remporte ainsi le titre de "Chanteuse de l'année" décerné par la chaîne de télévision Music 24 et le site internet Mako.   
Son premier album Le'esof (hébreu : לאסוף) sort en février 2014, et donne lieu à sa première tournée. 
En juillet 2015, le single Beshaa Tova (hébreu : בשעה טובה) annonce la sortie future du second album de Yuval Dayan : Libi Er (hébreu : ליבי ער). Il sort en mars 2016 et contient plusieurs titres à succès, tels que Shaa Chalfa (hébreu : שעה חלפה), Leilotai (hébreu : לילותיי) ou Shev Muli (hébreu : שב מולי). 
En décembre 2017, sort le premier single Tishal Et HaMaim (hébreu : תשאל את המים) du troisième album de Yuval Dayan, suivi en mars 2018 du titre Hasof Hatov Haze (hébreu : הסוף הטוב הזה). La sortie de l'album est prévue pour 2018. 

## Vie privée
En décembre 2013, Yuval Dayan réalise son service militaire dans le Corps de l’Éducation et de la Jeunesse de l'Armée de défense d'Israël. 

## Albums
| Année | Album   | Prix                     | Ventes      |
| ----- | ------- | ------------------------ | ----------- |
| 2014  | Le'esof | 1 fois disque de platine | + de 30 000 |
| 2016  | Libi Er | 1 fois disque de platine | + de 30 000 |